# Alfonso Ramírez Cuéllar
Alfonso Ramírez Cuéllar (Río Grande, Zacatecas; 14 de junio de 1959) es un historiador, antropólogo y político mexicano, miembro del Movimiento Regeneración Nacional. Fue representante plurinominal a la Asamblea de Representantes del Distrito de Federal de 1991-1994. Además ha sido tres veces diputado federal al Congreso de la Unión, primero como plurinominal de 1997-2000, después por el distrito 11 del Distrito Federal de 2003-2006 y luego de 2018-2021 por el distrito 14 de la Ciudad de México. En 2020 fue el presidente interino de Morena en sustitución de Yeidckol Polevnsky. 

## Biografía
Alfonso Ramírez Cuellar, nació el 14 de junio de 1959 en Río Grande, Zacatecas. 

### Formación Académica
Es historiador y antropólogo por la Escuela Nacional de Antropología e Historia. En sus lides juveniles, fue dirigente del Consejo Nacional de Casas de Estudiantes de Provincia y de la Organización Nacional de Estudiantes. Fue protagonista de los acuerdos que lograron organizaciones sociales con el gobierno federal en apoyo a los campesinos mexicanos. Después del Sismo en México de 1985, participó en la reconstrucción y la organización ciudadana de diversas colonias de la Delegación Venustiano Carranza

## Trayectoria política
De joven, militó en el Partido Patriótico Revolucionario y en el Partido Mexicano Socialista, del cual se afilió en 1987 y donde ocupó cargos de Dirección Nacional. En 1989 Ramírez Cuellar fue miembro fundador del Partido de la Revolución Democrática de donde ha sido Consejero Nacional e integrante del Comité Ejecutivo Nacional de dicho Instituto político durante la presidencia de Porfirio Muñoz Ledo de 1993-1995. Fue asambleísta en la Asamblea de Representantes del Distrito Federal de 1991 a 1994, donde fue Presidente de la Comisión de Educación. 
Durante las elecciones federales de 1994, fue candidato a senador de la República por su estado natal Zacatecas, sin embargo no accediendo al escaño. 

### Diputado federal (1997-2000) y (2003-2006)
Diputado federal en la LVII Legislatura del año 1997 a 2000 secretario de la Comisión de Hacienda del Congreso Federal. Presidente de las Subcomisiones Unidas que comprendieron a la Subcomisión para la Investigación de los Programas de Saneamiento Financiero y la Subcomisión de seguimiento de apoyo a deudores. Miembro de la Comisión de Participación Ciudadana y del Comité de Asuntos Internacionales de la LVII Legislatura del año 1997 a 2000. Nuevamente es electo diputado federal integrándose a la LIX Legislatura del año 2003 a 2006, representando al distrito 11 de la Ciudad de México. Entre las acciones más destacadas de Ramírez Cuéllar se encuentra las luchas en contra del Fondo de Protección para el Ahorro Bancario y contra el Instituto para el Ahorro Bancario, en los cuales hizo movilizaciones de El Barzón, después un juez Federal le dictó formal prisión por los delitos de motín y daño en propiedad ajena, luego de que entró a caballo el 10 de diciembre de 2005 pasado en la Cámara de Diputados. Demandó al ex Regente de la Ciudad de México Óscar Espinosa Villarreal y a otros ex Banqueros.
Fundador junto con otros destacados Dirigentes de la Izquierda Mexicana, como Pablo Gómez Álvarez, Salvador Martínez della Roca y Inti Muñoz Santini, líderes estatales de la expresión Ideológica denominada “Movimiento por la Democracia”, vigente al interior del Partido de la Revolución Democrática.

### Candidato a presidente nacional del PRD (2008)
En 2008 contendió por la presidencia nacional del PRD consolidando al "Movimiento por la Democracia" como una expresión de denuncia a lo que juzgaban desvíos ideológicos del PRD. A principios de 2010, en el mes de febrero  promueve desde el Movimiento por la Democracia del PRD, en coordinación con el senador Pablo Gómez Álvarez, el diputado federal Alejandro Encinas, la lideresa Alejandra Barrales, y otros, la creación de la Red por la Unidad Nacional de las Izquierdas.

### "Caravana del Hambre" (2011)
Durante el 2011 encabezó la “Caravana del Hambre” que aglutinaba a productores de todo el país en demanda de apoyos a los estados afectados por la sequía. 
Entre las propuestas de Alfonso Ramírez Cuéllar se encuentran:
- La Creación de una Reserva Estratégica de Alimentos.
- La Creación de un Fondo de Garantías para Inversión en Proyectos Productivos.
- La Generación de un paquete de Rescate Integral para los Deudores de la Banca.
- La Organización Nacional de los Consumidores que resultará en una mejora de la vida de los ciudadanos y en general del país.

### Renuncia al PRD y adhesión a Morena (2014)
El lunes 10 de noviembre de 2014 renunció como militante del Partido de la Revolución Democrática. Incorporándose inmediatamente al Movimiento Regeneración Nacional, dirigido entonces por Andrés Manuel López Obrador. 

### Diputado federal (2018-2021)
En 2018 fue electo diputado federal al Congreso de la Unión por el distrito 14 de la Ciudad de México, desde el 1 de septiembre de 2018 hasta el 26 de enero de 2020 cuando solicitó licencia para separarse de sus funciones como diputado. Desde el 5 de noviembre de 2020 se reincorporó a su escaño como diputado federal en el Congreso de la Unión.  

### Presidente Nacional de Morena (2020)
En enero de 2020 Ramírez Cuellar fue designado por la presidenta del Consejo Nacional del Movimiento Regeneración Nacional, Bertha Lujan como presidente interino del partido, en sustitución de Yeidckol Polevnsky, quien fue removida del cargo. Ramírez Cuellar fue dirigente nacional de Morena desde el de 26 de enero, hasta el 5 de noviembre de 2020. En junio de 2020  fue uno de los artífices principales que promovieron la conformación de una alianza con el Partido del Trabajo y el Partido Verde Ecologista de México, para elecciones federales de 2021. Y de ese modo «mostrar respaldo total» al presidente de la República y las propuestas que intenta impulsar en el Congreso de la Unión. Ramírez Cuellar explicó que «más que anunciar una coalición electoral», que más tarde se definirá, el objetivo es apoyar las reformas legislativas que  se planten en ambas cámaras legislativas para concretar la denominada Cuarta Transformación.

## El Barzón A.C.
Fue protagonista del Movimiento Social en Defensa de los Deudores de la Banca que, a mediados de la década de 1990, dio origen a El Barzón que, durante sus primeros cinco años –de 1994 a 1999–, protegieron jurídicamente y organizaron a más de un millón de familias que tenía problemas con sus créditos bancarios. En 2010 impulsó desde El Barzón nacional, el Movimiento Nacional de Consumidores, una plataforma en defensa de los derechos de los consumidores y contra los monopolios, durante sus primeros meses de existencia, promovieron la reforma constitucional en materia de acciones colectivas y a la ley federal de competencia.[cita requerida]